# Boston Online Film Critics Association
 (janvier 2021).
Si vous disposez d'ouvrages ou d'articles de référence ou si vous connaissez des sites web de qualité traitant du thème abordé ici, merci de compléter l'article en donnant les références utiles à sa vérifiabilité et en les liant à la section « Notes et références ».
La Boston Online Film Critics Association est une association américaine de critiques de cinéma, basée à Boston (Massachusetts), aux États-Unis et fondée en 2012.
Elle remet chaque année les Boston Online Film Critics Association Awards (BOFCA Awards), qui récompensent les meilleurs films de l'année.

## Catégories de récompense
- Top 10 de l'année
- Meilleur film
- Meilleur réalisateur
- Meilleur acteur
- Meilleure actrice
- Meilleur acteur dans un second rôle
- Meilleure actrice dans un second rôle
- Meilleure distribution
- Meilleur scénario
- Meilleure photographie
- Meilleur montage
- Meilleure musique originale
- Meilleur film en langue étrangère
- Meilleur film d'animation
- Meilleur film documentaire